# Joseph J. Hunaerts
| 1423 Jose   | 28 agosto 1936 |
| 1637 Swings | 28 agosto 1936 |

Joseph J. Hunaerts (Bruxelles, 6 luglio 1912 – 19 marzo 1979) è stato un astronomo belga.
Laureatosi in astrofisica all'Università di Bruxelles, nel 1936 ha iniziato la propria carriera all'Osservatorio Reale del Belgio.
Il Minor Planet Center gli accredita la scoperta di due asteroidi, entrambe effettuate nel 1936.